# Juris Grustiņš
Juris Grustiņš (ros. Юрис Грустыньш, ur. 22 lipca 1947 w Kiesiu, zm. w sierpniu 2006) – łotewski lekkoatleta, długodystansowiec. W czasie swojej kariery zawodniczej reprezentował Związek Radziecki.
Zwyciężył w biegu na 3000 metrów na halowych mistrzostwach Europy w 1972 w Grenoble wyprzedzając swego kolegę z reprezentacji ZSRR Jurija Aleksaszina i Ulricha Bruggera z RFN.
Był brązowym medalistą mistrzostw ZSRR w biegu na 5000 metrów w 1971, a w hali mistrzem ZSRR w biegu na 3000 metrów w 1972 i 1973.
Do tej pory (czerwiec 2019) jest rekordzistą Łotwy w biegu na 5000 metrów z czasem 13:34,2 (uzyskanym 19 lipca 1971 w Moskwie).
Inne rekordy życiowe Grustiņša:
- bieg na 800 metrów – 1:52,8 (2 czerwca 1973, Mińsk)
- bieg na 1500 metrów – 3:41,5 (30 czerwca 1971, Ryga)
- bieg na 3000 metrów – 8:01,6 (1 lipca 1973, Valmiera)
- bieg na 10 000 metrów – 29:42,6 (1971, Moskwa)
- bieg na 3000 metrów z przeszkodami – 8:44,2 (25 czerwca 1971, Ryga)